# مجلس الطيران المدني
مجلس الطيران المدني (Civil Aeronautics Board) أختصاراً (كاب) (CAB) كان وكالة تابعة للحكومة الفيدرالية للولايات المتحدة، تم تشكيلها في عام 1938 وألغيت في عام 1985، والتي تنظم خدمات الطيران بما في ذلك خدمة الخطوط الجوية للركاب المجدولة وقدمت التحقيق في الحوادث الجوية. كان مقر الوكالة في واشنطن العاصمة

## المهام
كان الدور الأساسي لـكاب هو تنظيم عمليات الخطوط الجوية التجارية المجدولة في الولايات المتحدة. يسيطر كاب بشكل صارم على جميع شركات الطيران الأمريكية المعتمدة («شركات النقل المجدولة») - تحديد المسارات التي ستتم خدمتها من قبل شركات الطيران، ووضع حدود دنيا لأسعار الركاب (يمكن مقارنتها بلجنة التجارة بين الولايات) - إدارة المنافسة بفعالية بين شركات الطيران، وضمان مستويات معينة من الخدمة للمجتمعات في جميع أنحاء الولايات المتحدة.
في حين أن قوانيين كاب قمعت المنافسة الحرة، فقد وفرت الأمن لشركات الطيران الحالية، وتجنب التكدس ونقص الركاب على طرق معينة، و (جزئيًا من خلال السماح لشركات الطيران بنقل البريد الجوي) خدمة خطوط جوية آمنة للمجتمعات التي كانت ستخدم بشكل أقل، أو لم يتم تقديمها على الإطلاق (بسبب انخفاض حركة الركاب أو لأسباب أخرى).
لتحقيق أهدافه، تم تمكين كاب لتقديم وإدارة الإعانات لشركات الطيران. علاوة على ذلك، نظمت كاب عمليات الاندماج في صناعة الطيران والتعاقد بين الشركات الشقيقة - لكنها حمت شركات الطيران من قوانيين مكافحة الاحتكار. بالإضافة إلى ذلك، داخل صناعة الطيران، تم تكليف كاب بمنع الممارسات التجارية الخادعة وأساليب المنافسة غير العادلة (على غرار دور لجنة التجارة الفيدرالية).

## تاريخ

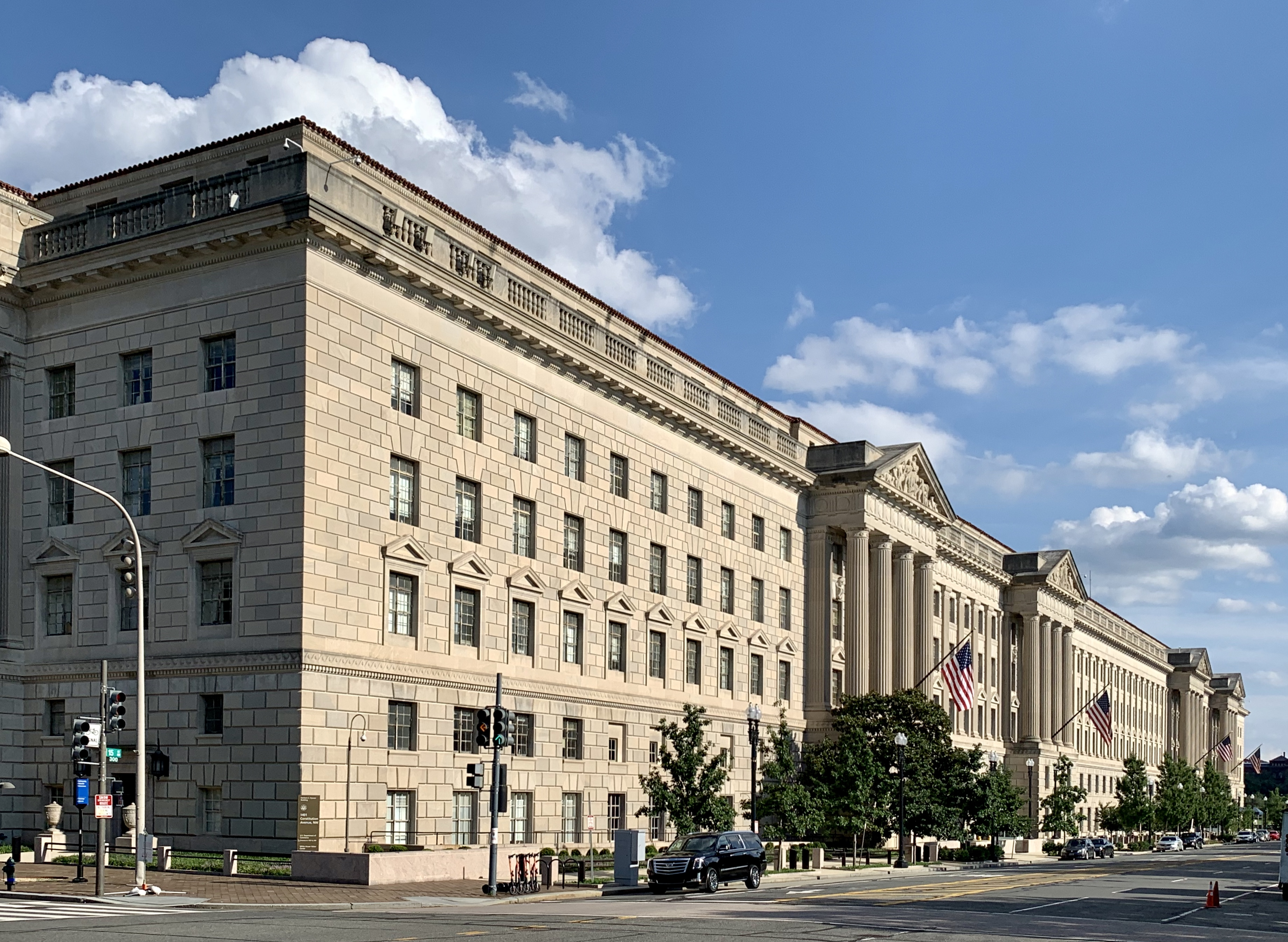
مبنى هربرت سي هوفر ، حيث كان مقر كاب

شكل قانون هيئة الطيران المدني لعام 1938 هيئة الطيران المدني. تم تغيير اسم الوكالة في عام 1940، بسبب الاندماج مع مجلس السلامة الجوية. أصبحت وكالة مستقلة بموجب خطط إعادة التنظيم رقم. الثالث والرابع لعام 1940، اعتبارًا من 30 يونيو 1940. تم تشكيل مجلس السلامة الجوية في عام 1938.
تضمنت الوكالات السابقة الأخرى فرع الطيران (1926-1934)، ومكتب التجارة الجوية (1934-1938)، ومكتب البريد الجوي، ولجنة التجارة بين الولايات (1934-1938).
أول تحقيق في حادث جوي تقودة كاب كان كارثة لوفيتسفيل الجوية عام 1940.
تم نقل بعض المهام إلى وكالة الطيران الفيدرالية في عام 1958.
تأسس المجلس الوطني لسلامة النقل (NTSB) في عام 1967، وتولى مهام التحقيق في حوادث الطيران.
في أواخر السبعينيات، أثناء إدارة الرئيس جيمي كارتر، وبتوجيه من مستشاره الاقتصادي ألفريد كان (الذي تخصص في البحث عن إلغاء القيود، وعُيِّن رئيسًا لمجلس الإدارة المركزية)، أصبح مجلس نقابة المحامين هدفًا لحركة التحرير المبكرة، وكان تفككها من أبرز الأحداث الرائدة في الحركة. حدد قانون تحرير شركات الطيران لعام 1978 أنه سيتم في نهاية المطاف إلغاء قانون الطيران المدني - أول نظام تنظيمي فيدرالي، منذ ثلاثينيات القرن الماضي، يتم تفكيكه بالكامل - وحدث هذا في 1 يناير 1985. تم نقل المهام المتبقية إلى وزير النقل باستثناء عدد قليل من الذهاب إلى خدمة البريد الأمريكية.

## مكاتب

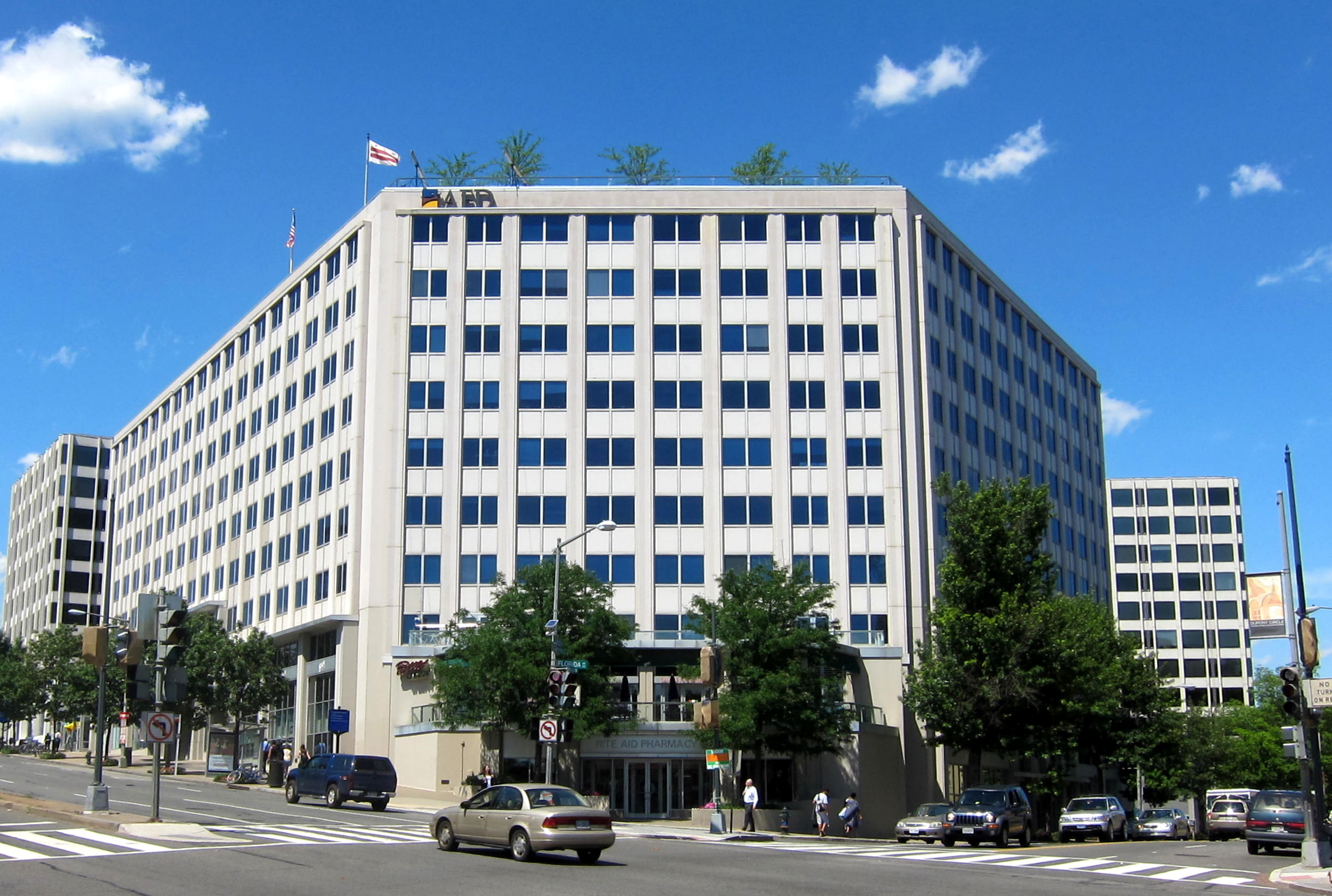
مبنى يونيفرسال ساوث في 1825 شارع كونيتيكت NW. كان يضم مقر كاب.

كان المقر الرئيسي للوكالة في المبنى العالمي في دوبونت سيركل، واشنطن العاصمة. انتقلت الوكالة إلى هناك بحلول مايو 1959. كان مقرها سابقًا في مبنى التجارة (المعروف أيضًا باسم مبنى هربرت سي هوفر)، وكانت مكاتبها في العديد من المباني. بعد الانتقال إلى المبنى العالمي، استأجرت كاب مساحة هناك. بحلول عام 1968، حصلت الوكالة على مساحة إضافية تبلغ حوالي 2,000 قدم مربع (190 م2) من المساحة في نفس المبنى، مما يترتب عليه مصاريف إيجار إضافية.

## روابط خارجية
- سجلات مجلس الطيران المدني - المحفوظات الوطنية للولايات المتحدة
- الإشراف على ممارسات وإجراءات مجلس الطيران المدني: جلسات الاستماع أمام اللجنة الفرعية المعنية بالممارسات الإدارية والإجراءات التابعة للجنة القضاء، مجلس الشيوخ الأمريكي، الكونجرس الرابع والتسعون ، 1975
  - المجلد 1: الشهادات. Volume 1 ؛ Volume 1–2
  - المجلد 2: الشهادات. Volume 2 ؛ Volume 2
  - المجلد 3: الشهادات. Volume 3 ؛ Volume 3
  - ملحق المجلد 1: الجزء 1: الاستبيانات. Appendix 1 ؛ Appendix 1
  - ملحق المجلد 2: الجزء 2: الاستبيانات والردود. Appendix 2 ؛ Appendix 2
  - ملحق المجلد 3: الجزء 2: الردود. Appendix 3 ؛ Appendix 3
  - حجم الملحق 4: الجزء 3: مواد CAB. Appendix 4
  - حجم الملحق 5: الجزء 4: مواد CAB. Appendix 5
- مكتبة النقل الوطنية - تتضمن تقارير الحوادث الجوية ومواد أخرى من كاب، ومجلس سلامة الهواء، ومكتب التجارة الجوية، ويرجع تاريخها إلى عام 1934
  - التحقيقات في حوادث الطائرات 1934-1965